# Thymus eigii
Thymus eigii là một loài thực vật có hoa trong họ Hoa môi. Loài này được (Zohary & P.H.Davis) Jalas miêu tả khoa học đầu tiên năm 1980.